# Алфа регио
Област Алфа или Алфа регио (лат. Alpha Regio) је једна од 22 области на површини планете Венере. Налази се на јужној хемисфери, на координатама 25,5° јужно и 0,3° источно (сходно планетоцентричном координатном систему +Е 0-360). Област има пречник од 1.897 км.
Прва је то рељефна формација овог типа откривена на Венери, па је због тога названа по почетном слову грчког алфабета. Открио ју је 1964. астроном Дик Голдстајн. Њено име потврдила је Међународна астрономска унија 1979. године, и један је од три изузетка у вези са номенклатуром објеката на Венери према којој се сви површински облици рељефа на овој планети именују према женским епонимима (изузеци су још Бета регио и Максвел монтес).
Рељеф на површини области Алфа је јако дефирмисан и избраздан бројним пукотинама у свим правцима, а такав облик рељефа у астрогеологији познат је као тесера. У односу на околни терен издигнута је између 1.000 и 2.000 метара.
На основу инфрацрвених снимака са сонде Венера експрес уочљиво је да су стене на подручју ове области знатно светлије на снимцима што упућује на њихову већу старост у односу на остатак планете. Такав тип стена на Земљи је обично гранитне структуре и налази се у основи континената.